# Psammophora saxicola
Psammophora saxicola är en isörtsväxtart som beskrevs av H.E.K. Hartmann. Psammophora saxicola ingår i släktet Psammophora och familjen isörtsväxter. Inga underarter finns listade i Catalogue of Life.